# Knölig skägglav
Knölig skägglav (Usnea ceratina) är en lavart som beskrevs av Ach. Knölig skägglav ingår i släktet Usnea och familjen Parmeliaceae.  Arten är nationellt utdöd i Sverige.Inga underarter finns listade i Catalogue of Life.

## Källor

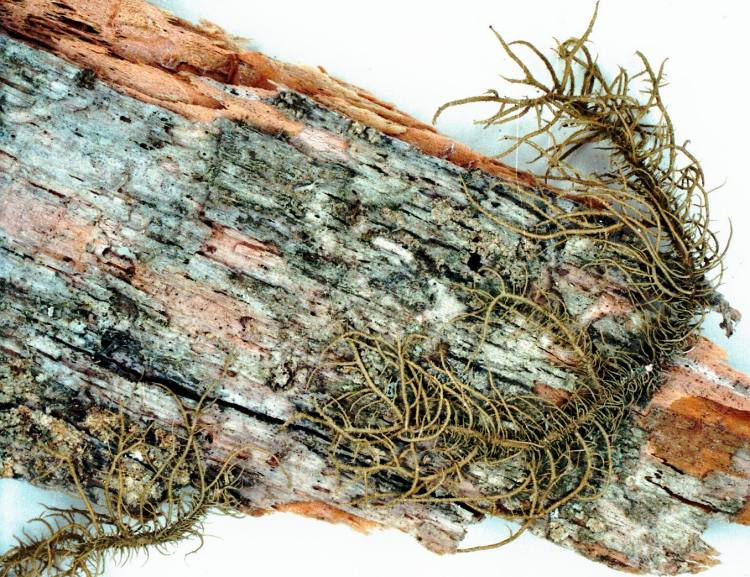
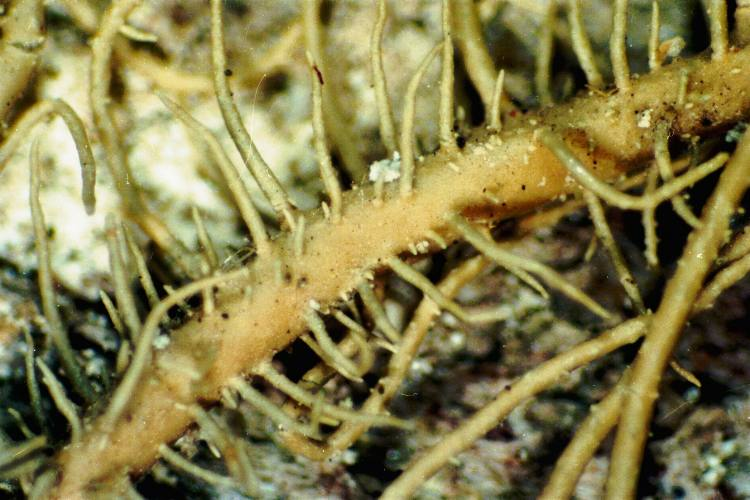
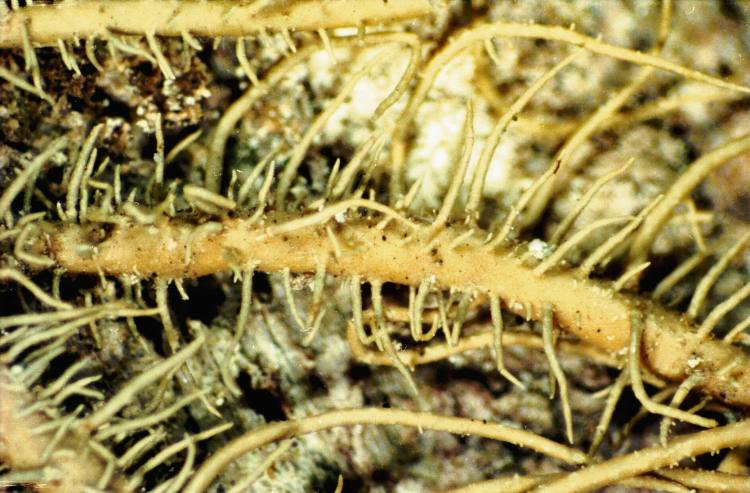
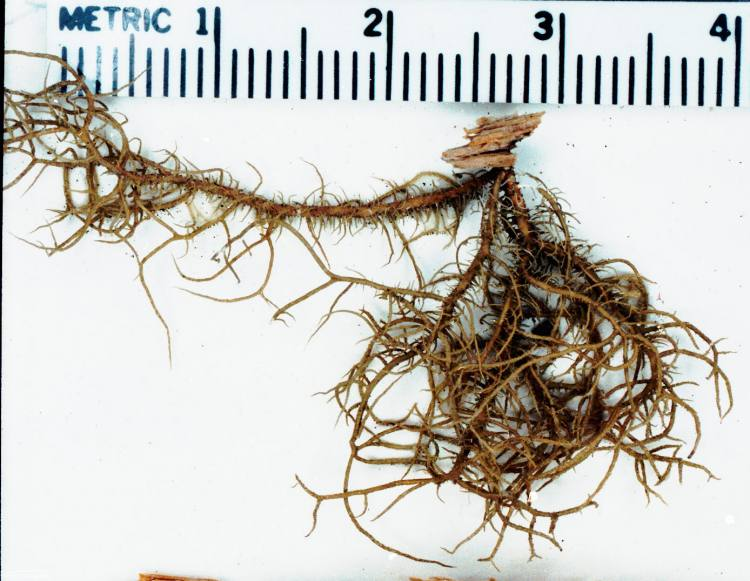